# Cnemaspis indica
Cnemaspis indica este o specie de șopârle din genul Cnemaspis, familia Gekkonidae, descrisă de Gray 1846. Conform Catalogue of Life specia Cnemaspis indica nu are subspecii cunoscute.